# Paul Jean Rigollot
Pour les articles homonymes, voir Rigollot.
Paul Jean Rigollot, né le 12 mai 1810 à Saint-Étienne et mort le 12 mars 1873 à Paris, est un pharmacien français.
Il invente en 1866 le « papier Rigollot », cataplasme à base de farine de moutarde noire déshuilée (sinapisme) utilisé pour faciliter la respiration au cours des affections respiratoires. L'invention est présentée à l'Exposition universelle de 1867. Elle est adoptée par les hôpitaux de Paris, les hôpitaux militaires et par les Marines française et anglaise. 
En 1872, il dirige l'usine de cataplasmes de Fontenay-sous-Bois à l'emplacement de l'actuel carrefour des Rigollots (usine fermée en 1960). 

## Famille
Paul Jean Rigollot est le fils de Gratien, armurier, et de Marie Philibert. Il est le petit-fils de Paul Rigollot, officier de santé, maître chirurgien.
Il épouse Sophie Marie Alexia Troyon. Ils ont une fille unique qui épouse à Asnois Auguste Frémont, avocat et ami de Léon Gambetta. 
Sa sœur, Pierrette Sophie, épouse le Dr François Bourgaud, qui succède à Paul Rigollot (le grand-père de Paul Jean) à La Fouillouse comme maître chirurgien.

## Biographie
En 1825, il poursuit avec succès ses études à l'École de pharmacie de Paris. Il revient ensuite dans son officine à Saint-Étienne. Il invente un régulateur à gaz et un détecteur de grisou qui ne sont pas retenus par les industriels.
En 1849, ses expériences engloutissent jusqu'au produit de la vente de sa pharmacie. Désargenté, il repart à Paris. Lors du Coup d'État du 2 décembre 1851, il est incarcéré quelques jours avec le sculpteur David d'Angers qui devient son ami. 
En 1853, Émile-Justin Menier (Chocolat Menier) déménage la pharmacie familiale à Saint-Denis et y place Paul Jean Rigollot. En 1860, le pharmacien Boggio imagine le sinapisme en feuille, et Menier se lance dans la production de caoutchouc : Paul Jean Rigollot travaille et perfectionne les feuilles de moutarde en utilisant une solution adhésive de caoutchouc. 
Il meurt en 1873, à Paris. Il est inhumé à Asnois, dans la Nièvre, où se trouve son buste avec l'épitaphe : « Savant désintéressé n'ayant qu'un but, soulager l'humanité, le contraire il fut de cent autres célébrités. »
Le chocolat a suscité beaucoup d'intérêt chez les pharmaciens, comme friandise mais aussi comme excipient. Paul Jean Rigollot a travaillé longtemps avec la maison Menier, et il est cité dans un livre de 1896, La Science de la réclame : une énorme quantité de chocolat ayant tourné au blanc pour des raisons de refroidissement, la vente fut compromise. Il eut l'idée habile de faire imprimer une nouvelle publicité : « Le chocolat MENIER, le seul qui blanchisse en vieillissant. » Toute la production fut commercialisée, et il fallut tenter de reproduire le phénomène pour les productions suivantes.

## Hommage
Un carrefour à Fontenay-sous-Bois, le carrefour des Rigollots, et une rue d'Asnois portent son nom.